# Фалон Карингтон
Фалон Карингтон је измишљени лик из АБЦ-ове телевизијске серије Династија, њеног огранка Колбијеви и ЦВ-овог римејка. Улогу Фалон коју су створили Ричард и Естер Шапиро је тумачила Памела Су Мартин од прве епизоде серије 1981. док Мартинова није напустила серију после четврте сезоне 1984. године. Фалон је наставила да тумачи Ема Самс од 1985. године, а лик је пребачен у огранак серију Колбијеви. После укидања после друге сезоне, Фалон (коју је тумачила Самсова) се вратила у Династију 1987. године у којој је остала до краја серије 1989. године. Самсова је касније поново тумачила улогу у мини серији Династија: На окупу. Елизабет Гилис игра Фалон у римејку серије Династија из 2017. године.
Фалон је ћерка нафтног великана Блејка Карингтона и његове прве супруге Алексис које су тумачили Џон Форсајт и Џоан Колинс у изворној серији. У почетку самовољна и проблематична девојка која се стално свађала са очевом другом супругом Кристал, Фалон је имала низ романтичних веза међу којима су и брак са Џефом Колбијем (Џон Џејмс) и његовим полубратом Мајлсом (Максвел Колфилд).

## Изворна серијa

### О лику
Фалон је уведена 1981. године као ватрена наследница и паметна и пословно разумна као и њен отац милијардер Блејк Карингтон, али је он није схватао озбиљно јер је, према једном извору, женско. Пошто јој место у породичном друштву „Денвер-Карингтон” није било доступно, Фалон се онда занимала мењајући љубавнике и мучећи своју маћеху Кристл (Линда Еванс). Дејвид Хофстед је описао Фалон Мартинове као „размажену курву која са укисељеним језиком која се забавља спавањем са возачем свог оца”. Мартинова је рекла часопису Људи да „Фалон има љубавнима, али јој ништа не значе”. Глумац Џон Џејмс је рекао да у односу између Фалон и његовог лика, њеног „вољеног, али не вољеног” супруга Џефа Колбија, „Има привлачења између њих двоје који нису једно за друго”.
Алекс Мар је написао за часопис Шкриљац:
За саму замисао да Фалон буде савремена жена која дави није било места у серији кад се Џоан Колинс придружила главној постави. Уз увођење Колинсове као Блејкове бујно покварене и дволичне бивше супруге Алексис, могући утанчани женски ликови су пребачени у Мадонину природу. Или је могла да буде као Кристал (нежна, лепог изражавања и баш добра) или као Алексис (склона преварама, воли да општи и посебно зла).
Ема Самс је рекла у време кад је добила улогу: „Увек су ми били добре симпатичне стране лика”. Такође је поменула: „Нећу да седим и гледам сате Памеле Су да би покушала да тумачим улогу као она. Желим да ме прихвате као своју”. Према речима Самсове, пре последње сезоне Династије, продуцент Дејвид Полсен ју је питао шта би волела са Фаолн. Објаснила је 1989. године: „Волела бих још хумористичних ствари и да буде мало озбиљнији лик, а не само жртва. И тако је и било. Ове године ми је дозвољено да будем мало озбиљнији лик”.

### Појављивање
Династија је почела у јануару 1981. године, а Памела Су Мартин је добила улогу Фалон. 2006. године је рекла за Форсајта: "Стварно ми је био као отац. Једном сам питала Џона да ме доведе до олтара кад се стварно будем удавала, али је он одговорио: „Ја мислим да би било боље да то питаш свог оца”. Толико сам била везана за њега".
Мартинова је напустила серију на крају четврте сезоне у мају 1984. године. У причи је Фалон оставила Џефа пред олтаром, а касније се претпоставило да је погинула у паду ваздухоплова који није приказан. У то време, часопис Њујорк је цитирао Мартинову кад је рекла да је телевизија „ограничена”. Новине САД Данас су објавиле причу 2006. године да је Мартинова "напустила Династију и глуму кад је осетила да је њен „клизав” лик...пребачен у жртву". 2011. године је рекла: „Толико сам постала позната тада да ми је било мало непријатно”. Извршни продуцент Арон Спелинг је написао 1996. године у свом животопису: „После четири сезоне, Памела Су Мартин је желела да напусти Династију и да се уда, а ми јој нисмо бранили”.
Улогу је касније преузела британска глумица Ема Самс, а Фалон се поново појавила пред крај пете сезоне априла 1985. године у епизоди „Отета” са изгубљеним памћењем. У телевизијској књизи о прошлости под насловом Шта сте мислили? 2004. године, Дејвид Хофстед се сетио да је Самсову Спелингу препоручила ћерка Тори којој се свидела њена улога Холи Скорпио из серије Општа болница. Самсова се појавила у осам епизода шесте сезоне серије Династија, а лик је пребачен у огранак серије под називом Колбијеви. Пошто је тамо била главни лик, Фалон је наставила да се појављује епизодно у Династији где се Самсова појавила у осамнаестој епизоди шесте и у две епизоде седме сезоне. После укидања Колбијевих, Фалон (коју је тумачила  Самсова) се вратила у Династију на почетку осме сезоне септембра 1987. године у епизоди „Опсада (1. део)”. Док су се снимале епизоде осме сезоне и развијале епизоде девете, нови извршни продуцент Полсен је осетио да је Самсова лепа, али је почела укочено. Размишљао је и о томе да врати Мартинову, али је прво хтео да упозна Самсову. 2008. године је рекао:
Кад је Самсова ушла у пословницу, ја сам рекао: „О, Боже, каква млада и љупка жена. Мудра, паметна, забавна. Али ништа од тога није на екрану.”...Ја сам је питао зашто, а она је рекла да нема с' чим да ради. И мислио сам да је то то. Ја сам мислио: „Ако можемо да убацимо Ему такву каква је, онда ћемо имати лик који ће људи волети.” Зато сам направио неке измене у гардероби, довео тренера да уклонимо нагласак и одлучио да је заљубимо како бисмо спустили лик на земљу... Зато смо створили лик њујоршког полицајца Зорелија који је дошао да истражи убиство Роџера Грајмса... што ју је вратило у стварност коју гледаоци нису видели... Убрзо потом је почела да добија нека сјајна писма од обожавалаца. Људи су почели да је воле.
На крају сезоне 1988—89, Полсен је рекао потресеној Самсовој свој првобитни план. Рекао је: „Баш ми је драго што је нисам заменио... Ема је сјајно одиграла.” Та сезона је испала Династијина последња. Самсова је касније поново тумачила улогу у мини серији Династија: На окупу 1991. године.
У епизоди „Бљесак из прошлости”, Чајн Фич је глумила малу Фалон.

### Приче

#### 1. сезона
Кад је Династија почела, размажену Карингтонову наследницу Фалон је потценио − и сматрао више пехаром − њен отац и нафтни барон Блејк. Иако је била лукава и паметна као он, није било жена у породичном послу. Фалон је ипак била одана оцу и опрезна и охола према његовој новој супрузи (и бившој тајници) Кристал. Фалон је такође блиска са својим млађим братом Стивеном који се бори са својим полним опредељењем. Промискуитетна Фалон је наставила своју везу са очевим возачем Мајклом Кулхејном. Мувала се и са Блејковим другом и пословним противником Сесилом Колбијем, а касније је пристала да се уда за Сесиловог братанца Џефа како би обезбедила Сесилову помоћ кад је очево друштво запало у новчане тешкоће. Љубоморни Мајкл је рекао Блејку за Фалонин договор чиме је изазвао напетост између оца и ћерке. Кад је Џеф открио да је његов брак само део пословног договора, он је обрукао Фалон кад је пијан изнео појединости о томе у просторији пуној људи. Фалон је саосећала са Џефом, али и даље је мислила да не може да му узврати љубав. Како би покушала да заштити Стивена од Блејковог гнева, она је покушала да спречи да се Стивенов бивши дечко Тед Динард сретне са њим, али није успела. Кад их је Блејк затекао загрљене, он је одгурнуо Теда од Стивена па је он пао, ударио главом и умро. Блејк је ухапшен и оптужен за убиство. Фалон је лагала о очевом стању ума кад је сведочила како би га заштитила. Када је једна тајанствена жена позвана у судницу као сведокиња, Фалон ју је препознала као своју мајку.

#### 2. сезона
Изненадни сведок за тужилаштво била је Фалонина давно одсутна мајка Алексис. Алексис се разбеснела на мајку јер је сведочила против Блејка који је на крају осуђен кривим, али уз условну слободу. Фалон је била хладна, а Алексис је љубоморна на ћеркину љубав према оцу почела да шири гласине да он није њен отац. Кад је Кристал открила да је трудна, Фалон је одлучила да би и она и Џеф требало да имају дете. Фалон је започела прељубу са др Ником Тосканијем, а Кристал је пала са коња у епизоди „Живео Лас Вегас” и изгубила дете. Фалон је открила да је трудна у епизоди „Блискоисточни састанак”, али је одлучила да се разведе од Џефа и побаци. Блејк је то сазнао и одјурио да је спречи, али кад је стигао видео је да она није могла то да уради. Како је гајио дугогодишњу мржњу према Блејку, Ник је покушао да заведе Кристал док се виђао са Фалон. Његово набацивање Кристал Фалон није промакло па је постала мрзовољна и љубоморна. Она је наставила да избегава Алексис упркос томе што обе нису волеле Кристал. У епизоди „Пријем”, Фалон је напала мајку у вези гласина да Блејк није њен отац. Док су се возиле, Алексис је открила да верује да јој је Сесил Колби отац, а Фалон је ужаснута слупала кола. У болници је Фалон кренуо порођај пре времена па је родила дечака у епизоди „Дете”. У епизоди „Пиштољ”, Блејк је наручио испитивање крви којим је доказано да је он Фалонин отац, а не Сесил. Фалон и Џеф су сину дали име Блејк Карингтон Колби, а сви су га звали „Мали Блејк”, али је на крају друге сезоне 1982. године у епизоди „Литица” Фалон открила да је дете отето.

#### 3. сезона
Клаудија Блајздел, неуравнотежена жена која је изгубила своје дете, постала је главна осумњичена за отмицу малог Блејка. Дадиља детета је такође била повезана са разбеснелим Ником. У телевизијском преносу којим су молили да им се врати дете, Алексис и Блејк су открили потресну тајну по свом најстаријем сину Адаму који је био отет као новорођенче и никад није враћен. За отмичара је испало да је Алфред Грајмс, отац човека са којим је Алексис имала прељубу због чега ју је Блејк отерао. Фалон је тражила Блејку да преузме управљање хотелом „Ла Мирада” који је био у тешком стању па га је реновирала и преименовала у „Ла Мираж”. Џеф се узнемирио Фалонином одлуком да ради па ју је оптужио да занемарује дете. Фалон се мувала са згодним странцем Мајклом Торенсом који је дошао у хотел и пољубили су се. У епизоди „Род”, она се ужаснула када је од Алексис сазнала да је Мајкл у ствари њен давно изгубљени брат Адам. Фалон је запослила Марка Џенингса као тениског тренера у епизоди „Марк”, али је сазнала да је он Кристалин бивши супруга кога је Алексис довела у Денвер како би направила невоље Блејку. Фалон је после започела везу са Марком, не знајући да је он у вези и са њеном мајком. А кад је на крају схватила да Кристал стварно воли Блејка, Фалон се отворила маћехи па су се њих две спријатељиле у епизоди „Саманта”. Фалон је запослила Џозефову ћерку Кирби да буде дадиља њеном сину. Како је Фалонин брак са Џефом пропадао, она је била узбуђена због тога што се Кирби очигледно свиђао Џеф. Његово понашање је постало неправилније и насилније па ју је напао кад ју је пронашао у Марковој соби. Бесна и узнемирена, Фалон је одлучила да коначно оконча свој брак па је одлетела на Хаити како би поднела хартије за развод брака. Наставила је своју везу са Марком, а Џеф се оженио Кирби из освете. Алексис је покушала да натера Марка да раскине са Фалон у епизоди „Гласање”, али он није хтео. У епизоди „Вечера”, Алексис је наместила да је Фалон пронађе у Марковом кревету. Фалон је открила да је узрок Џефовог чудног понашања било удисање отровних хемикалија у боји којим му је окречена пословница па је посумњала да ју је Адам њоме намерно окречио.

#### 4. сезона
Фалон и Џеф су отпутовали у Билингс у Монтани да би истражили Адамову прошлост и завршили су заједно у кревету. Тамо су сазнали да је Адам једном радио на случају једног радника који је отрован отровним испарењима из боје. Она је открила истину Блејку, али је Адам сместио Алексис. Фалон је започела романтичну везу са европским тајкуном Питером де Вилбисом па су се убрзо верили. Блејк, Џеф па чак и Стивенова жена Клаудија су је упозорили на мутног Питера. Кад је један од Блејкових награђиваних коња „отет” и држан за откуп, Фалон је сазнала да је Питер то замесио како би извукао новац од Блејка. Забринута и збуњена због Питерове издаје, утучену Фалон су ударила кола у епизоди „Несрећа”. Пошто је задобила повреду главе, била је привремено непокретна. Фалон је успела да прохода таман да спречи да мали Блејк упадне у базен. Иако је проходала, почеле су да је муче болне главобоље и повремени напади. Фалон и Џеф су одлучили да се поново венчају у епизоди „Рођендан”, али на дан свадбе у епизоди „Ноћна мора”, Фалон је имала неколико јаких главобоља. Кад се није појавила у цркви, Џеф је отишао у њену собу да је потражи, али је нашао њену згужвану венчаницу у углу у празној соби. Погледао је кроз прозор и видео како Фалонина кола одлазе у ноћи. Док је Фалон повећавала брзину по мокром путу, завриштала је док је ка њој ишао камион са бурадима.

#### 5. сезона
Џеф је пронашао олупину Фалониних кола, али њу не. Затим је нашао камионџију који ју је повезао до Портланда па је наставио да је тражи јер је посумњао да је отпутовала са Питером. У епизоди „Фалон”, Џеф је сазнао да је Питер погинуо у паду свог двокрилца. Истражитељи су рекли Џефу да су и угљенисани остаци неке жене пронађени са њим. Џеф је отишао на препознавање тела и препознао Фалонин веренички прстен. Сломљеног срца, Џеф је отишао на њен парастос. Неколико месеци касније се у епизоди „Отмица” Фалон са изгубљеним памћењем појавила у полицијској испостави у Лос Анђелесу и представила као Рендал Адамс. Пошто је очајнички покушавала да  открије ко је, она је питала за пријаве несталих особа па се сломила кад је открила да њен нестанак нико није пријавио. На крају сезоне је „Рендал” одлучила да оде из Лос Анђелеса и рекла је детективу да осећа да је привлаче планине − можда Денвер.

#### 6. сезона
У епизоди „Последице”, Фалон је приметила име „Мајлс Колби” у новинама у учинило јој се познатим. Затим је нашла и упознала Мајлса, неодговорног плејбоја, који је такође Џефов брат од стрица. Мајлс није имао појма да је „Рендал” Фалон за коју се претпостављало да је мртва па се убрзо заљубио у њу. Блејк је био у новом пословном договору са Мајлсовим оцем Џејсоном па је позвао Колбијеве из Калифорније у Денвер како би то пролсавили у епизоди „Титани (2. део)”. Фалон је снажно реаговала кад су она и Мајлс дошли у дворац Карингтонових па је наваљивала да одмах оду. Они су отишли колима, али је Џеф који је одавно сумњао да је Фалон можда жива успео да је види у дворишту. У епизоди „Одлука” 20. новембра 1985. године, Џеф је одлучио да пронађе Фалон и више је на пушта. Фалон је одлетела у Денвер у епизоди „Успомене” 1986. године, а Мајлс је кренуо за њом и тражио опроштај.

#### 7. сезона
Кад је посетила Денвер у епизоди „Романтика”, Фалон је упозорила своју млађу сестру Аманду, која је у романтичној вези са њеним бившим возачем Мајклом Кулхејном, да је Мајкл непоуздан.

#### 8. сезона
На почетку осме сезоне серије Династија у епизоди „Опсада (1. део)”, Џеф је пронашао Фалон неколико километара од кола. Она се у Денверу поверила Џефу о свом сусрету са НЛО-ом, али им је Џефова неверица у то затегла брак. Брак им је додатно притискало то што је Џеф постао управника Блејкове кампање кад се он кандидовао за гувернера Колорада. Џефова блискост са Фалонином сестром од стрица Лесли је била кап која је прелила чашу па је Фалон поднела хартије за развод брака у епизоди „Поштење”. Блејк је ставио Фалон, Адама и Стивена да председавају Денвер-Карингтоном док се он бави гувернерском кампањом, а браћа и сестра су се убрзо посвађали. Блејк је умешан у противзакониту трговину оружјем, али су Фалон и Стивен открили доказ да је невин у епизоди „Суђење”. Џеф се тајно забављао са Стивеновом бившом супругом Семи Џо па ју је запросио у епизоди „Прошња”. Фалон је напала Џефа па су завршили у кревету у епизоди „Рулет у Колораду”, а после тога је Семи Џо дошла са пенушавцем како би прихватила Џефову просидбу.

#### 9. сезона
Џеф је наставио са веридбом са Семи Џо, али су га и даље мучила осећања према Фалон. Једно тело је пронађено у језеру на имању Карингтонових, а испало је да је то деценију стар леш Алексисиног бившег љубавника Роџера Грајмса. У епизоди „Алексис у Земљи блуда”, Семи Џо је сазнала за Џефову и Фалонину проведену ноћ. Онда је напала Фалон па су се потукле у блату, а на крају су схватиле да ни једна више не жели Џефа. Фалон је после почела да се забавља са Џоном Зорелијем, полицијским детективом који је истраживао случај "Грајмс". Због тога се посвађала са Блејком, али због Зорелијеве истраге Фалон и детектив су теже веровали једно другом. У епизоди „Бљесак из прошлости”, Фалон се сетила да је као мала убила Роџера Грајмса како би га спречила да убије онесвешћену Алексис. Њен деда Том је закопао тело у руднику како би је заштитио. На крају серије у епизоди „Цака 22”, Фалон и њена полусестра Кристина су остале заробљене у руднику.

#### Династија: На окупу
Три године касније у Династији: На окупу, Фалон живи у Калифорнији са Мајлсом. Кад је Џеф помогао Карингтоновима да поразе подмукао "Конзорцијум", он и Фалон су се помирили.

### Пријем
Часопис Људи је оценио Самсову као успешну замену 1985. године, али Дејвид Холстед ју је назвао најгорим одабиром глумице икад 2004. године и кривио продуценте, а не Самсову. У своом чланку 1985. године Холивудски извештач је придиковао замени глумице, а гласноговорник серије је рекао часопису 'Црвена књига: „Људи морају да се навикну да Ема уопште не личи на Памелу Су”, али су творци рекли: „Видите, ми то нисмо ни желели. Нама је требао неко ко би заробио лик”. Хофстед је написао: „Самсовој никад није легла улога и могла је само да извуче најбоље из лошег стања јер јој је лик гуран из глупље у глупљу причу”.

## Римејк
Пробна епизода римејка Династије је најављена септембра 2016. године. Елизабет Гилис је изабрана да глуми Фалон у фебруару 2017. године, а серија је почела 11. октобра 2017. године. У новој Династији је Фалон упознала Кристал, вереницу свог оца Блејка, противничку радницу у породичном друштву и одмах јој се згадила. Римејк је открио пуно име и презиме лика Фалон Морел Карингтон.

### О лику
Извршни продуцент Џон Шварц је рекао за Фалон:
Чак и кад гледате изворну, Фалон је лик који осећа као да може да постоји у 2017. години. Она само искочи са екрана и поведе Кристал која је изворно била сиромашна и скрупулозно средиште серије. Код нове Кристал нам се свидела замисао да јој не дамо да буде баш сиромашна него да доведемо њену прошлост у питање и замутимо причу−чиме би је учинили страшном. То нам је заиста омогућило да проучимо противништво између ње и Фалон.
Александра Џејкобс из Њујорк тајмса је приметила у новој серији „да је Фалон надограђена из изгубљене душе која скаче из кревета у кревет и која је привлачна ... у властољубиву пословну жену која и даље спава са својим возачем, али се сада нагиње ка челичној слави.” Гилисова је рекла: „Ја не играм Алексис, али је Фалон наследила доста њеног понашања... Она је мање трпна него што је бар Памела Су Мартин била — опуштене је природе. Не бих рекла да је моја Фалон као опуштена, ни мање ни више. Ја мислим да има много више гризе.” Она је рекла: „Ја сам хтела да је глумим на свој начин. Она је живахнија него икад.” Како је назвала Фалон „са јаком вољом” и „властољубивом”, Гилисова је рекла: „Она је сила природе... Фалон ће ићи најбрже што може само да би добила оно што жели. Она је татина ћерка тако да је врхунска преваранткиња. Али ја мислим да има савести.” Пред другу сезону, извршна продуценткиња Сали Патрик је рекла да „Памела Су Мартин је била дивна у изворној серији и да увек сам волела њен лик, али у исто време није било бог зна шта [ту за њу]. Била је лака, татина девојчица и проблематична сигурно, али смо уживали додајући слојеве лику у првој сезони, поготову кад је постала сложена и са манама, породично туткало.”

### Приче

#### 1. сезона
На почетку серије у епизоди "Једва те познадох", наследница Фалон Карингтон није била срећна што се њен отац милијардер Блејк верио са Кристал Флорес. Фалон се план да их завади обио о главу и пожурио свадбу и обезбедио Кристал место оперативне директорке које је она желела. Како јој се чинило да је Блејк не поштује довољно, Фалон се поставила као његова пословна противница у чему ју је подржао и Блејков непријатељ Џеф Колби. Такође је у присној вези са Карингтоновим возачем Мајклом Кулхејном. У епизоди "Кривица необезбеђених људи", Блејк је спречио Фалон да користи породично презиме за свој нови пословни подухват па је почела да смишља како да га присили у супротно. Пустила је лични снимак општења Кристал и њеног бившег љубавника Метјуа Блајздела у новине у епизоди "Лично к'о циркус". Након што ју је неповерљивост дошла уносног посла, Фалон је схватила да мора да прихвати Џефов предлог и његов новац. Блејк је сазнао да је Фалон објавила Кристалин снимак у епизоди "Курва из друштва" па ју је избацио из виле. У епизоди "Ја постојим само због себе", Фалон је била љубоморна што се Мајкл Кулхејн забавља са Кори Ракс, а веза им је претрпела њено мешање. Кад ју је Блејк избацио са Дана захвалности, Фалон се појавила на Мајкловој вечери коју је направила црква и упознала његове родитеље у епизоди "Пробај сопствени лек". У епизоди "Најбоље у животу", Мајклова веза са Кори је пукла због његових латентних осећања према Фалон која се поново повезала са Џефом. Фалон је имала испада са својом најбољом другарицом и Џефовом сестром Моником у епизоди "Дно дна". У епизоди "Светски обучена тарантула", Фалон је превазишла своју невољност да потпуно препусти себе и свој новац Џефу, али он се оженио Фалон само да би обезбедио своју имовину−поготово њене деонице у "Карингтон-Атлантику"−за себе. Фалон је помогла Кристал и Блејку да среде њеног зета Алехандра Рају, али ју је отела Кристалина сестра Ирис. Алехандро и Ирис су држали Фалон због откупа у епизоди "Ја не полажем рачуне ником", а заточена Кристал је помогла Фалон да побегне.
У епизоди "Само невоље", Моника је преварила Фалон да пристане да се уда за Џефа, али је Фалон схватила Џефову дволичност и замолила Мајкла да јој помогне у борби против Колбијевих. Њихов покушај да обришу податке које је Џеф украо од Блејка су оманули у епизоди "Житије по Блејку Карингтону", а Џефов отац Сесил је открио Фалон злочине које је Блејк починио против Колбијевих. У епизоди "Сад је на нас ред", Карингтонови су наставили са спремањем Фалонине удаје за Џефа како би одвратили пажњу од другог покушаја брисања Џефовог послужитеља. Џеф је представио Фалон пуно власништво њиховог другог друштва "Морел" и план да узму 25% посто "Карингтон-Атлантика" и друштва "Колби". У ноћи свадбе је Фалон запросила Мајкла у општини, али је он одбио јер није хтео да нешто тако важно буде део плана Карингтонових. Како су Фалон и Џеф били пред олтаром, а послужитељ још увек неизбрисан, Блејк је покушао да обустави свадбу, али га је Фалон спречила. После је открила затеченим Колбијевима и својој породици да брак није ваљан јер се већ удата за Лијама Ридлија ноћ раније. Џефових 25% "Карингтон-Атлантика" је тиме поништено и изгубљено, али Фалон сада поседује 25% друштва "Колби". Џефова и Фалонина брука је изашла у новинама у епизоди "Јадна мала богаташица". Блејк се извинио Фалон и Стивену што их је преварио, а његова дуго-одсутна бивша супруга Алексис−Флаонина и Стивенова мајка−се поново појавила. Фалон је направила увертиру како би се повезала са мајком у епизоди "Долази Алексис", а Алексис јој је рекла да је Блејк потплатио судију како би добио старатељство и њу протерао. Фалон је ускоро открила да Алексис и не живи луксузним животом него у приколици и да се чула са Стивеном. Бесна Фалон је напала Алексис па су се потукле и пале у базен. У епизоди "Не варај преваранта", Стивен је одбио да поверује у Фалонину тврдњу да Алексис покушава да му минира веридбу све док је она није натерала да призна. Фалон је пристала да се забавља са Лијамом у епизоди "Користи или буди искоришћен", али га је оставила кад је Алексис открила да је он новинар Џек Лауден који пише репортажу. Фалон и Кристал су заједно радиле на прикупљању нечег против Блејка у епизоди "Веза из прошлости". Са намером да преко јавности натера оца да призна за бруку у вези околине коју је заташкао, Фалон је остала на сувом када је Блејк објавио њено унапређење у главну и одговорну директорку место Кристал. У епизоди "Ђубре мало", Блејк се супротставио Фалониним плановима за "Карингтон-Атлантик". Фалон је посетила Клаудију тражећи оптужујуће податке против Блејка које је искористила кад се тајно састала са одбором "Карингтон-Атлантика". У епизоди "Мртвац долази", Фалон је именована за главну и одговорну директорку, а Џеф и Моника су открили да и они имају право на наслеђе Карингтонових јер су деца Блејкове полусестре па су се изјаснили за продају друштва. Карингтонови су остали заробљени у запаљеној коњушници током Стивенове и Семове свадбе, али је Мајкл спасио Блејка, Фалон и Сема.

#### 2. сезона
На почетку друге сезоне, у епизоди "Двадесетдва комарца", Фалон је наставила своју везу са Мајклом, али је и даље морала да се прави да је удата за Лијама због његовог стрица Макса како би купила "Карингтон-Атлантик". Макс је запретио да ће отказати договор ако Фалон не буде спавала са њим у епизоди "Легло змија", али је умро док је водио љубав са дрољом коју је Фалон унајмила да се представи као она.

### Пријем
Џејмс Понивозик из часописа 'Њујорк тајмс је написао: „Гилисова је запленила екране као пожудна и властољубива Фалон”. Дарен Франич из часописа Недељна разонова је написао: „Елизабет Гилис се храни месом властољубивошћу [Џоан] Колинсове и царским пушењем Лејтон Мистер”.

## Колбијеви

### 1. сезона
Новопечени брачни пар Мајлс и Фалон су стигли у дворац Колбијевих 20. новембра 1985. у првој епизоди огранка серије Колбијеви. Џеф је био тамо, али Фалон због губитка памћења није препознала ни њега ни свог оца Блејка у епизоди „Завера ћутања”. Породица је одлучила да не говори Фалон њено право име него да јој се памћење само врати. Џеф је ипак покушао да јој на силу поврати памћење па јој је довео сина малог Блејка. У епизоди „Породични албум”, она је видела себе у албуму, а мали Блејк ју је назвао „Мама”. Кад је схватила да је Фалон, она је разговарала са Мајлсом и Џефом. Психијатар јој је помогао да врати памћење у епизоди „Подељена кућа” па је постала растрзана између осећања према Мајлсу и Џефу. Стрпљиви Мајлс који је био узнемирен и због љубави његовог оца према Џефовој мајци је на крају пукао и почео да се набацује Фалон у епизоди „Дете четвртка”. Фалон и Мајлс су потписали хартије за развод брака у епизоди „Пакт”, а Џеф и Фалон су се поново зближили кад је мали Блејк отишао у болницу. Она је пристала да се поново уда за Џефа у епизоди „Фалонин избор”, а сломљени Мајлс је искористио доказе које му је мајка Сабел набавила како би избацио Џефа из Предузећа Колби тако што је на суду доказао да његов отац није Филип Колби. План му се међутим обио о главу у епизоди „Терет доказа” кад је његов отац Џејсон отворено на суду рекао да је он и Џефов отац. Фалон и Џеф су се поново венчали у епизоди „Свадба”, а Мајлс и Џеф су прогласили примирје. На крају прве сезоне у епизоди „Шах-мат” Фалон је рекла Џефу да је поново трудна, али је постала узрујана кад је схватила да је дететов отац Мајлс јер ју је силовао.

### 2. сезона
Џеф и Фалон су рекли Мајлсу за дете на почетку 2. сезоне у епизоди „Призивање олује”, а Фалон је признала узрујаном Џефу да је Мајлс можда отац у епизоди „Без излаза”. Мајлс се оженио новинарком Чејнинг Картер која је довела у опасност његова осећања према Фалон. Сабел је открила да је Мајлс можда отац детета у епизоди „Крвне везе” па му је то рекла у епизоди „Обмане”. Мајлс и Џеф су се онда свирепо потукли током чега је Мајлс замало погинуо кад је пао са крова Торња Колби у епизоди „А дете је четврто”. Кад је Фалон запретила побачајем како би окончала противништво између Џефа и Мајлса, она и Џеф су се сложили да признају Мајслова права ако се докаже да је отац. Фалон је позлило у викендици Колбијевих у епизоди „Допирање”, а Чејнинг се правила да је телефон заузет како би она изгубила дете. Њих две су остале посвађане, али кад је Чејнинг хтела да се помире у епизоди „Све се руши”, Фалон је пала низ степенице, а изгледало је као да ју је Чејнинг гурнула. Мајлс је био уз Фалон кад је родила девојчицу у епизоди „Кривац”, а после здравствене неге се утврдило да је дете ипак Џефово у епизоди „Фалонино дете”. Фалон се спријатељила са Чејнинг и помогла јој око Мајлса, а она и Џеф су коначно постали срећни. На крају серије у епизоди „Раскршћа”, Фалон су се кола изненада угасила док се возила празним ауто-путем. Кад је изашла кола видела је НЛО који ју је прогутао и отишао.